# Weismanniola
Weismanniola is een geslacht van vlinders uit de familie wespvlinders (Sesiidae), onderfamilie Sesiinae.
Weismanniola is voor het eerst wetenschappelijk beschreven door Naumann in 1971. De typesoort is Sesia agdistiformis.

## Soort
Weismanniola omvat de volgende soort:
- Weismanniola agdistiformis (Staudinger, 1866)